# 短裂溲疏
短裂溲疏（学名：Deutzia breviloba）为虎耳草科溲疏属下的一个种。

## 扩展阅读
- 維基物種上的相關：短裂溲疏